# Kościół Apostoła Jana w Górkach Wielkich
Kościół Apostoła Jana w Górkach Wielkich – kościół ewangelicko-augsburski w Górkach Wielkich, w województwie śląskim w Polsce. Należy do parafii ewangelicko-augsburskiej w Brennej-Górkach.

## Historia
Cmentarz ewangelicki w Górkach Wielkich na Kępce Prochaskowej powstał w 1858 r., a w 1883 r. postawiono na nim krzyż. Nekropolię poświęcono w 1892 r.
W 1908 r. na cmentarzu wybudowano dzwonnicę, na której umieszczono dwa dzwony. Dzwonnica została później przebudowana na kaplicę, jednak do 1970 r. nie odbywały się w niej nabożeństwa pogrzebowe.
W okresie PRL nauczanie religii odbywało się w domach prywatnych, a po zakazaniu tego przez władzę, funkcje punktu katechetycznego zaczęła pełnić kaplica.
W latach 70. XX wieku rozpoczęto prowadzenie nabożeństw w kaplicy, a w 1984 r. przeprowadzono jej rozbudowę na kościół projektu Edwarda Kisiela. Z dawnej kaplicy pozostawiono jedynie dzwonnicę, do której dostawiono nowy budynek, poświęcony 10 czerwca 1984 r. jako kościół Apostoła Jana.
Przed 1992 r. i utworzeniem parafii Brenna-Górki, Górki Wielkie należały do parafii ewangelicko-augsburskiej w Ustroniu.